# Венгерска-Гурка (гмина)
Венгерска-Гурка (пол. Węgierska Górka) — сельская гмина (волость) в Польше, входит как административная единица в Живецкий повет, Силезское воеводство. Население — 14 606 человек (на 2004 год).

## Демография
| Перепись                       | Всего   | Всего | Женщины | Женщины | Мужчины | Мужчины |
| ------------------------------ | ------- | ----- | ------- | ------- | ------- | ------- |
| Единицы                        | человек | %     | человек | %       | человек | %       |
| Население                      | 14 606  | 100   | 7369    | 50,5    | 7237    | 49,5    |
| Плотность населения (чел./км²) | 189,5   | 189,5 | 95,6    | 95,6    | 93,9    | 93,9    |

## Сельские округа
1. Ченцина
2. Цисец
3. Венгерска-Гурка
4. Жабница

## Соседние гмины
1. Гмина Елесня
2. Гмина Милювка
3. Гмина Радзеховы-Вепш
4. Гмина Уйсолы